# Leivanectes
Leivanectes es un género extinto de plesiosaurio perteneciente a la familia Elasmosauridae, cuyos fósiles provienen de depósitos marinos de la época del Aptiense del centro de Colombia. Solo se conoce a una especie, L. bernadoi, la cual fue descrita en 2019.

## Descripción
Leivanectes se diferencia de Callawayasaurus, el cual se ha encontrado en la misma formación geológica, por tener menos alvéolos en la mandíbula y una sínfisis mandibular más corta con solo tres alvéolos (contrastando con los 5 en Callawayasaurus).

## Distribución
Los restos de Leivanectes han sido encontrados en la Formación Paja ubicada en el Altiplano Cundiboyacense, la cual aflora cerca de Villa de Leyva, en el departamento de Boyacá, en Colombia. El nombre del género se refiere precisamente a Villa de Leiva.